# 동침신전앙와장
동침신전앙와장(東枕伸展仰臥葬)은 선사인들의 유해처리 방법(遺骸處理方法)의 하나이다. 대체로 두 가지 방법이 있는데 하나는 굴신장(屈身葬)이라 하여 다리를 구부리게 하는 방법이고, 다른 하나는 다리를 뻗친 신전장(神展葬)이다. 우리나라의 경우는 대개 다리를 뻗치고 눕힌 신전앙와장의 방법을 취하고 있으며 머리를 동쪽으로 두고 얼굴을 위로 향하게 한 데서 이 말이 생겼다. 우리나라뿐만 아니라 시베리아 일대의 기본 침향(枕向)으로서 선사인들의 신앙 및 분묘 연구에 중요하다.